# 蒂芙尼·瓦倫丁
蒂芙尼·瓦倫丁（英語：Tiffany Valentine） ，也被稱為「鬼娃新娘」（"The Bride of Chucky"），是鬼娃回魂恐怖系列中的一个殺人玩偶和次要反派角色，在《鬼娃新娘》、《鬼娃新娘之鬼娃也有种》 、《鬼娃魔咒》、《Cult of Chucky》及《鬼娃恰吉》系列電視劇中由珍妮佛·提莉真人飾演並配音。
作为人类時，蒂芙尼有着一头铂金色的头发、一身哥特風，胸前有一颗写有「查尔斯」的流血心型圖案纹身。變成玩偶后，蒂芙尼对自己进行了改造，使自己更像人类。在整个系列中，不管是以人類還是玩偶的方式出現，她外貌都有所變化。在《鬼娃新娘》和《鬼娃新娘之鬼娃也有种》中，蒂芙尼和她的爱人恰吉一样，都希望把自己的灵魂转移到人类主角身上，並在《鬼娃新娘之鬼娃也有种》中成功地与虚构版珍妮佛·提莉互换身体。